# Ernst von Keffenbrinck-Griebenow
Ernst Graf von Keffenbrinck-Griebenow (* 14. Juli 1824 in Griebenow; † 15. März 1900 ebenda) war ein deutscher Gutsherr sowie preußischer Verwaltungsbeamter, Landrat und Provinziallandtagsabgeordneter.

## Leben
Ernst von Keffenbrinck war ein Sohn des Ehrenfried Graf von Keffenbrinck-Griebenow († 1875), Besitzer der Fideikommissgüter Griebenow, Kreuzmannshagen und Willershusen, und der Jeannette, geb. Freiin Schoultz von Ascheraden aus dem Haus Nehringen.
Nach dem Besuch des Gymnasiums Stralsund studierte er an der Rheinischen Friedrich-Wilhelms-Universität Bonn, der Friedrich-Wilhelms-Universität Berlin und der Ruprecht-Karls-Universität Heidelberg Rechtswissenschaften. 1844 wurde er Mitglied des Corps Rhenania Bonn.

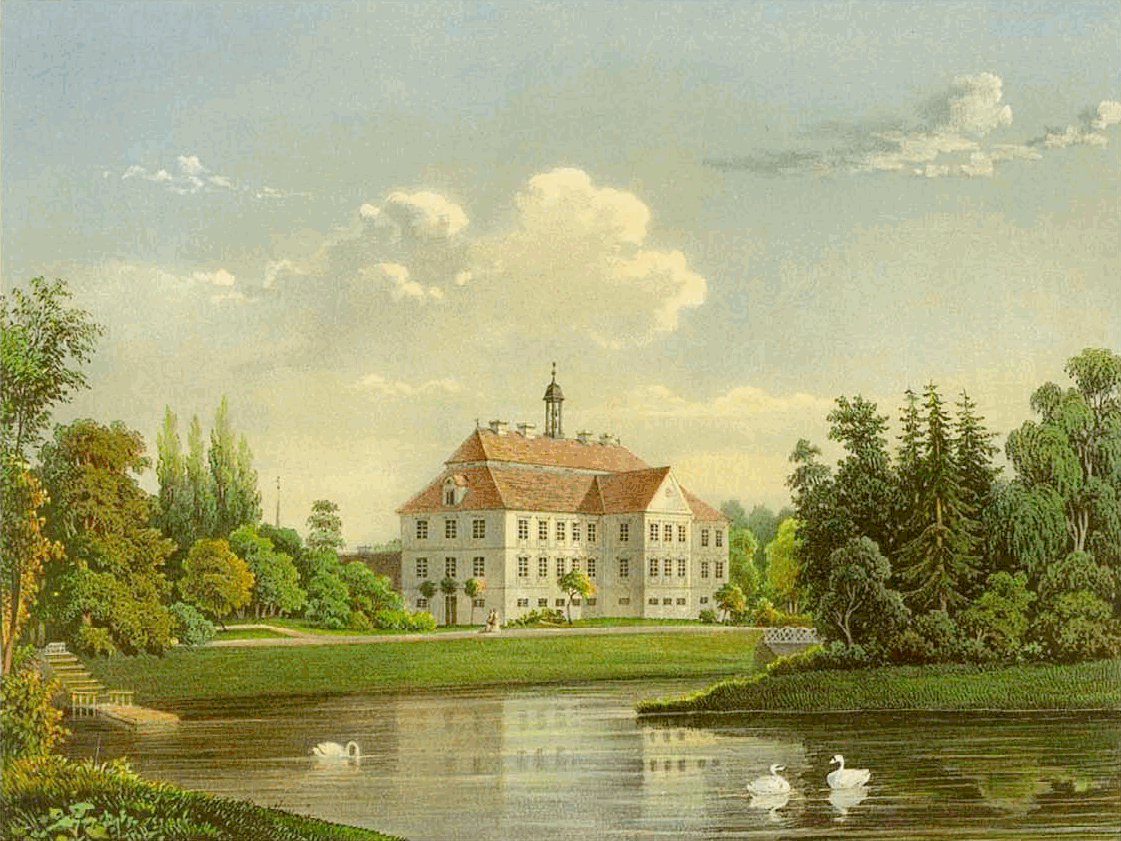
Schloss um 1857/58, Sammlung Alexander Duncker

Nach dem Studium wurde er Fideikommissbesitzer von Gut und Schloss Griebenow. 1866 wurde er Landrat des Landkreises Grimmen. Das Amt hatte er bis etwa 1877 inne. Von 1876 bis 1881 gehörte er dem Provinziallandtag der Provinz Pommern an.
Nach dem Tod seines Vaters 1875 übernahm er gemäß einer Vereinbarung mit seinem älteren Bruder Ludwig (* 1820) den Fideikommiss und erhielt 1876 die daran gebundene Genehmigung zur Führung des Grafentitels. Sein zweiter Bruder Axel Carl von Keffenbrinck (* 1826; † 1889) war nicht in den Besitz konkreter eingebunden.
Von Keffenbrinck war preußischer Kammerherr und seit 1884 Ehrenritter des Johanniterordens. Ab 1868 war er mit Maria von Dycke, verwitwete Freifrau von der Lancken-Wakenitz verheiratet, der Tochter des Gutsbesitzers und Politikers Otto von Dycke. Mit ihr hatte er die Tochter Frida (* 1871) und den Sohn Siegfried (* 1873; † 1920), beide geboren in Clevenow. Siegfried von Keffenbrinck wurde Erbe von Griebenow, dann sein Neffe Friedrich Ernst von Langen-Keffenbrinck, der seit 1922 diesen Doppelnamen führte.

## Auszeichnungen
- Königlicher Kronen-Orden (Preußen), 3. Klasse (1865, aus Anlaß der 50jährigen Jubelfeier der Einverleibung von Neu-Vorpommern und Rügen in Preußen)[8]
- Roter Adlerorden, 4. Klasse (18. Januar 1874)[9]